# Cameron Brannagan
Cameron Mark Thomas Brannagan (Manchester, 9 maggio 1996) è un calciatore inglese, centrocampista dell'Oxford Utd.

## Caratteristiche tecniche
Di ruolo è centrocampista, anche se a volte ha giocato come trequartista. Quando lo ha allenato al Liverpool, Jürgen Klopp lo ha descritto come "lucido e un vero talento", mentre il suo allenatore al Fleetwood Town Uwe Rösler disse che era un centrocampista "creativo e di qualità".

## Carriera

### Club

#### Liverpool
Nato a Manchester, Cameron Brannagan è cresciuto a Salford. Da piccolo tifava per il Manchester Utd, come la sua famiglia. Dopo aver frequentato da bambino le accademie di Manchester City e Manchester Utd è entrato a far parte del Liverpool, sempre in giovane età.
Nonostante un inizio difficile con il Liverpool Under 18, a causa di un infortunio, all'inizio della stagione 2012-2013 è diventato titolare con la squadra Under 21, e nella Premier League U21 2013-2014 ha segnato tre reti. Le sue prestazioni hanno attirato su di sé le attenzioni del Barcellona, ma l'allenatore della prima squadra del Liverpool Brendan Rodgers ha deciso di portarlo in prima squadra. La sua prima convocazione è arrivata nel terzo turno della FA Cup, il 5 gennaio 2014, contro il Oldham Athletic. In questa partita, in cui non scese in campo, ha indossato il numero 50.
Nelle due stagioni successive, Brannagan ha continuato a giocare con il Liverpool nella Premier League Under 21. Inoltre, nella UEFA Youth League ha segnato due gol in cinque presenze contro il Real Madrid, e negli ottavi di finale contro il Benfica è stato capitano della squadra per la prima volta. Ha ottenuto inoltre una presenza in panchina con la prima squadra il 26 febbraio 2015, nei sedicesimi di Europa League, in Liverpool-Beşiktaş. Al termine della stagione 2014-2015 è stato in panchina altre quattro volte, senza mai entrare in campo.
Anche nella stagione 2015-2016 ha giocato nella squadra giovanile del Liverpool, ma il 17 settembre 2015 ha esordito con la prima squadra del club nei gironi di Europa League, nel match contro il Bordeaux. Il 26 ottobre ha prolungato il contratto con il Liverpool fino al 2018, e il giorno seguente il nuovo allenatore Jürgen Klopp lo ha descritto come "un vero talento che ha tutto ciò di cui hai bisogno da un centrocampista". All'inizio del 2016 ha giocato altre due partite di FA Cup, contro Exeter City e West Ham Utd. Il 1º maggio 2016 ha esordito in Premier League, nella sconfitta per 3-1 contro lo Swansea City. Due settimane dopo, il 15 maggio 2016, ha esordito da titolare in Premier League, nell'ultima partita della stagione, un pareggio per 1-1 contro il West Bromwich. Alla fine della stagione 2015-2016, Brannagan aveva collezionato un totale di nove presenze in prima squadra in tutte le competizioni.
A maggio 2016 Brannagan era in trattative contrattuali con il Liverpool, ma le trattattive non hanno portato a un accordo tra club e giocatore, che è così stato escluso dalla preparazione pre-campionato del club.

##### Prestito al Fleetwood Town
Il 5 luglio 2016, il Liverpool ha rifiutato un'offerta superiore al milione di sterline per Brannagan, da parte del Wigan Athletic. Il 27 gennaio 2017 il giocatore è stato ceduto in prestito al Fleetwood Town, squadra della League One, fino al termine della stagione.
Ha esordito con il nuovo club il 4 febbraio 2017, nel pareggio contro il Charlton Athletic. Dopo il debutto è stato elogiato per la sua "creatività e qualità" dall'allenatore Uwe Rösler.
Alla fine della stagione 2016-2017, dopo aver collezionato 14 presenze in tutte le competizioni con il Fleetwood Town, è tornato al Liverpool.

#### Oxford United
Dopo aver passato 16 anni con il Liverpool, l'11 gennaio 2018 Cameron Brannagan ha firmato con l'Oxford Utd, squadra della League One, un contratto di 3 anni e mezzo. Ha esordito con la nuova squadra il 10 marzo 2018, nella sconfitta casalinga per 2-1 contro l'AFC Wimbledon. Nella stagione successiva, sempre contro l'ACF Wimbledon, ha segnato il suo primo gol con la maglia dell'Oxford Utd.
Il 29 gennaio 2022 ha segnato quattro gol, tutti su rigore, nella vittoria esterna per 7-2 contro il Gillingham. Alla fine della stagione 2021-22 ha vinto il premio di Giocatore dell'anno dell'Oxford Utd, votato sia dai giocatori che dai tifosi.

### Nazionale
Brannagan ha rappresentato l'Inghilterra a livello giovanile, in particolare nelle squadre Under-18 e Under-20. Con l'Under 18 ha ottenuto due presenze nel marzo del 2014, entrambe contro la Croazia U-18. Un anno dopo, nell'agosto del 2015, è stato convocato nell'Inghilterra U-20, con cui a settembre dello stesso anno ha ottenuto due presenze contro la Rep. Ceca U-20.

## Statistiche
Statistiche aggiornate al 16 marzo 2024.

### Presenze e reti nei club
| Stagione             | Squadra              | Campionato           | Campionato | Campionato | Coppe nazionali | Coppe nazionali | Coppe nazionali | Coppe continentali | Coppe continentali | Coppe continentali | Altre coppe | Altre coppe | Altre coppe | Totale | Totale | Totale |
| Stagione             | Squadra              | Comp                 | Pres       | Reti       | Comp            | Pres            | Reti            | Comp               | Pres               | Reti               | Comp        | Pres        | Reti        | Pres   | Reti   |        |
| -------------------- | -------------------- | -------------------- | ---------- | ---------- | --------------- | --------------- | --------------- | ------------------ | ------------------ | ------------------ | ----------- | ----------- | ----------- | ------ | ------ | ------ |
| 2015-2016            | Liverpool            | PL                   | 3          | 0          | FA+EFL          | 3+1             | 0+0             | UEL                | 2                  | 0                  | -           | -           | -           | 9      | 0      |        |
| 2016-2017            | Fleetwood Town       | LO                   | 13+1       | 0+0        | -               | -               | -               | -                  | -                  | -                  | -           | -           | -           | 14     | 0      |        |
| 2017-2018            | Oxford Utd           | LO                   | 12         | 0          | -               | -               | -               | -                  | -                  | -                  | -           | -           | -           | 12     | 0      |        |
| 2018-2019            | Oxford Utd           | LO                   | 41         | 3          | FA+EFL          | 3+3             | 1+0             | -                  | -                  | -                  | EFL-T       | 6           | 2           | 53     | 6      |        |
| 2019-2020            | Oxford Utd           | LO                   | 30+3       | 5+0        | FA+EFL          | 1+3             | 0+1             | -                  | -                  | -                  | EFL-T       | 2           | 1           | 39     | 7      |        |
| 2020-2021            | Oxford Utd           | LO                   | 31+2       | 1+0        | EFL             | 2               | 1               | -                  | -                  | -                  | EFL-T       | 5           | 0           | 40     | 2      |        |
| 2021-2022            | Oxford Utd           | LO                   | 41         | 14         | -               | -               | -               | -                  | -                  | -                  | -           | -           | -           | 41     | 14     |        |
| 2022-2023            | Oxford Utd           | LO                   | 44         | 9          | -               | -               | -               | -                  | -                  | -                  | -           | -           | -           | 44     | 9      |        |
| 2023-2024            | Oxford Utd           | LO                   | 37         | 9          | -               | -               | -               | -                  | -                  | -                  | -           | -           | -           | 37     | 9      |        |
| Totale Oxford United | Totale Oxford United | Totale Oxford United | 241        | 41         |                 | 12              | 3               |                    | -                  | -                  |             | 13          | 3           | 266    | 47     |        |
| Totale carriera      | Totale carriera      | Totale carriera      | 258        | 41         |                 | 16              | 3               |                    | -                  | -                  |             | 13          | 3           | 287    | 47     |        |

### Cronologia presenze e reti in nazionale
| Cronologia completa delle presenze e delle reti in nazionale ― Inghilterra under 20 | Cronologia completa delle presenze e delle reti in nazionale ― Inghilterra under 20 | Cronologia completa delle presenze e delle reti in nazionale ― Inghilterra under 20 | Cronologia completa delle presenze e delle reti in nazionale ― Inghilterra under 20 | Cronologia completa delle presenze e delle reti in nazionale ― Inghilterra under 20 | Cronologia completa delle presenze e delle reti in nazionale ― Inghilterra under 20 | Cronologia completa delle presenze e delle reti in nazionale ― Inghilterra under 20 | Cronologia completa delle presenze e delle reti in nazionale ― Inghilterra under 20 |
| Data                                                                                | Città                                                                               | In casa                                                                             | Risultato                                                                           | Ospiti                                                                              | Competizione                                                                        | Reti                                                                                | Note                                                                                |
| ----------------------------------------------------------------------------------- | ----------------------------------------------------------------------------------- | ----------------------------------------------------------------------------------- | ----------------------------------------------------------------------------------- | ----------------------------------------------------------------------------------- | ----------------------------------------------------------------------------------- | ----------------------------------------------------------------------------------- | ----------------------------------------------------------------------------------- |
| 5-9-2015                                                                            | Burton upon Trent                                                                   | Inghilterra under 20                                                                | 5 – 0                                                                               | Rep. Ceca under 20                                                                  | Amichevole                                                                          | -                                                                                   | 73’                                                                                 |
| 7-9-2015                                                                            | Shrewsbury                                                                          | Inghilterra under 20                                                                | 0 – 1                                                                               | Rep. Ceca under 20                                                                  | Amichevole                                                                          | -                                                                                   | 86’                                                                                 |
| Totale                                                                              |                                                                                     | Presenze                                                                            | 2                                                                                   |                                                                                     | Reti                                                                                | 0                                                                                   |                                                                                     |

| Cronologia completa delle presenze e delle reti in nazionale ― Inghilterra under 18 | Cronologia completa delle presenze e delle reti in nazionale ― Inghilterra under 18 | Cronologia completa delle presenze e delle reti in nazionale ― Inghilterra under 18 | Cronologia completa delle presenze e delle reti in nazionale ― Inghilterra under 18 | Cronologia completa delle presenze e delle reti in nazionale ― Inghilterra under 18 | Cronologia completa delle presenze e delle reti in nazionale ― Inghilterra under 18 | Cronologia completa delle presenze e delle reti in nazionale ― Inghilterra under 18 | Cronologia completa delle presenze e delle reti in nazionale ― Inghilterra under 18 |
| Data                                                                                | Città                                                                               | In casa                                                                             | Risultato                                                                           | Ospiti                                                                              | Competizione                                                                        | Reti                                                                                | Note                                                                                |
| ----------------------------------------------------------------------------------- | ----------------------------------------------------------------------------------- | ----------------------------------------------------------------------------------- | ----------------------------------------------------------------------------------- | ----------------------------------------------------------------------------------- | ----------------------------------------------------------------------------------- | ----------------------------------------------------------------------------------- | ----------------------------------------------------------------------------------- |
| 3-3-2014                                                                            | Burton upon Trent                                                                   | Inghilterra under 18                                                                | 1 – 2                                                                               | Croazia under 18                                                                    |                                                                                     | -                                                                                   |                                                                                     |
| 5-3-2014                                                                            | Burton upon Trent                                                                   | Inghilterra under 18                                                                | 1 – 2                                                                               | Croazia under 18                                                                    |                                                                                     | -                                                                                   | 85’                                                                                 |
| Totale                                                                              |                                                                                     | Presenze                                                                            | 2                                                                                   |                                                                                     | Reti                                                                                | 0                                                                                   |                                                                                     |

## Palmarès

### Individuale
- PFA Team of the Year: 2

Oxford United: 2020-2021, 2021-2022
- Giocatore dell'anno dell'Oxford United: 2021-2022[23]